# I Believe (Skye)
I Believe è il primo singolo dell'album Keeping Secrets della cantante britannica Skye, pubblicato nel 2009.

## Tracce
Testi e musiche di Skye Edwards.
1. I Believe – 4:50